# Karlsviks-Stavarvattnet
Karlsviks-Stavarvattnet är en sjö i Örnsköldsviks kommun i Ångermanland och ingår i Husåns huvudavrinningsområde. Sjön har en area på 0,0893 kvadratkilometer och ligger 205 meter över havet. Sjön avvattnas av vattendraget Stavarvattsbäcken.

## Delavrinningsområde
Karlsviks-Stavarvattnet ingår i det delavrinningsområde (706438-165202) som SMHI kallar för Namn saknas. Medelhöjden är 259 meter över havet och ytan är 10,55 kvadratkilometer. Det finns ett avrinningsområde uppströms, och räknas det in blir den ackumulerade arean 15,85 kvadratkilometer. Stavarvattsbäcken som avvattnar avrinningsområdet har biflödesordning 2, vilket innebär att vattnet flödar genom totalt 2 vattendrag innan det når havet efter 57 kilometer. Avrinningsområdet består mestadels av skog (93 procent). Avrinningsområdet har 0,09 kvadratkilometer vattenytor vilket ger det en sjöprocent på 0,8 procent.